# Horváth Endre (orvos)
Horváth Endre (Menyő, 1912. november 13. – Marosvásárhely, 2002. május 30.) erdélyi magyar orvos, belgyógyász.

## Életpályája
A kolozsvári Piarista Gimnáziumban érettségizett 1929-ben, oklevelét ugyanitt az egyetem orvosi karán szerezte 1937-ben; Budapesten szakosította magát, 1940-től Haynal Imre gyakornoka, majd tanársegédeM  Kolozsvárt. 1945 szeptemberétől a marosvásárhelyi Orvosi és Gyógyszerészeti Intézet (OGYI) keretében folytatta pályáját; 1948-tól egyetemi előadótanár, 1957-től professzor, docens doktor (1965), belklinikai osztályvezető főorvos, az RSZK érdemes orvosa. Nevéhez fűződik a kétéves ápolónőképző iskola létrehozása és a kovásznai szív- és érrendszeri rehabilitációs kórházszanatórium megszervezése.
Magyar, román, német, angol, orosz, olasz szakfolyóiratok (köztük az Erdélyi Múzeum-Egyesület Orvostudományi szakosztályának Értesítője, Orvosi Szemle–Revista Medicală, Orvosi Hetilap, Viața Medicală, Medicina Internă, Revue Roumaine de Medicine, Revista Medico-Chirurgică, Pediatria, Wiener Medizinische Wochenschrift, Acta Histochimica, Klinicseszkaja Medicina) munkatársa, napilapokban, rádión és TV-ben az egészségügy népszerűsítője. Számos nemzetközi tudományos értekezleten vett részt személyesen vagy dolgozatával (Stockholm, Prága, Bázel, Budapest, Berlin, Ungvár, Tokió, Hamburg, Malaga, Jeruzsálem, Moszkva). Fő kutatási területe a szív- és érrendszeri bántalmak, különösen az érelmeszesedés és infarktus, valamint a légzőszervi megbetegedések rehabilitációja. Hazai és külföldi kardiológiai és belgyógyászati társaságok tagja. Lefordította I. Turai Az orvosi gyakorlat sürgősségi kérdései című munkáját (Száva Jánossal, 1952).

## Díjak, elismerések
2001. december 23-án a Marosvásárhelyi Orvosi és Gyógyszerészeti Egyetem vezetősége köszöntötte a 90 és a 80 évet megért professzorait, tiszteletbeli professzori oklevéllel tüntették ki a nagy öregeket, köztük oklevelet és emlékplakettet nyújtottak át a 90. életévébe lépő Horváth Endrének (és a 87 éves Kasza Lászlónak, a 91 éves Dóczy Pál Istvánnak, a 90 éves Puskás Györgynek).

## Munkái
- Ápolónőképző iskolai jegyzet I–II. (Marosvásárhely 1947–48)
- Belgyógyászati diagnosztika (tankönyv, Dóczy Pállal közösen, négy kiadás, Marosvásárhely 1950–59)
- Belgyógyászati jegyzetek I–III. (Marosvásárhely 1951–59)
- Medicina internă (egységes tankönyv, társszerzőként A. Mogával, 1963; önállóan Marosvásárhely 1981).